# Câmara do Fáscio e da Corporação
A Câmara do Fáscio e da Corporação (Italiano: Camera dei Fasci e delle Corporazioni) foi um órgão consultivo do governo fascista italiano que substituiu a Câmara dos Deputados de 1939 a 1943.
Foi instituída em 19 de janeiro de 1939 pela proposta do Grande Conselho do Fascismo e com aprovação da Câmara dos Deputados e do Senado. Este último não foi alterado pela reforma e ficou sob a influência do Rei.
Assim, a Câmara do Fáscio e o governo dividiram o poder legislativo. A câmara foi imediatamente abolida com a queda do fascismo (Decreto Real n° 705 de 2 de agosto de 1943).